# Sofia Cantore
Sofia Cantore (ur. 30 września 1999 w Lecco) – włoska piłkarka, grająca na pozycji napastnika.

## Kariera piłkarska

### Kariera klubowa
Wychowanka Juvenilia Fiammamonza, w barwach którego rozpoczęła karierę piłkarską w roku 2015. W 2017 została piłkarką Juventusu Women, do którego została wypożyczona.

### Kariera reprezentacyjna
28 września 2015 debiutowała w juniorskiej reprezentacji Włoch U-17 w meczu przeciwko Bośni i Hercegowiny. Od lutego 2017 broniła barw juniorskiej reprezentacji U-19.

## Sukcesy i odznaczenia

### Sukcesy piłkarskie
Juvenilia Fiammamonza
- mistrz Serie C: 2016/17

Juventus Women
- mistrz Włoch: 2017/18, 2018/19
- zdobywca Pucharu Włoch: 2018/19